# Dreamshade
Dreamshade ist eine Schweizer Metalcore-Band aus Lugano, die im Jahr 2006 gegründet wurde.

## Geschichte

### Gründung undWhat Silence Hides(2006–2012)
Die Band wurde im Jahr 2006 von den Gitarristen Fella und Rocco gegründet. Nach etwa einem Jahr kamen weitere Mitglieder zur Band und komplettierten somit die Besetzung. Nach einem weiteren Jahr spielte die Band ihre ersten Konzerte und spielte in den Jahren 2008 und 2009 auf dem Metal Camp Open Air sowie 2009 auf dem Summer Breeze. Ihr Debütalbum What Silence Hides wurde in der Schweiz in den Cave Studios aufgenommen, wobei Etan Genini als Produzent tätig war. Abgemischt wurde das Album von Fredrik Nordström im schwedischen Studio Fredman in Göteborg. Gemastert wurde es von Sterling Sound durch George Marino in New York City. Das Album erschien im Jahr 2011 bei Spinefarm Records.

### The Gift of Life(2012–Gegenwart)
Während des Sommers 2012 arbeiteten Dreamshade an ihrem zweiten Album The Gift of Life. Die Produktion und Aufnahme fand dabei im bandeigenen Tonstudio statt. Anschließend wurde es von Jacob Hansen abgemischt und gemastert. Das Album erschien am 25. Januar 2013 und wie sein Vorgänger über Spinefarm Records.

## Diskografie

### Alben
- 2011: What Silence Hides
- 2013: The Gift of Life
- 2016: Vibrant
- 2021: A Pale Blue Dot

### Sonstiges
- 2008: What Silence Hides (Demo, Eigenveröffentlichung)
- 2008: To the Edge of Reality (EP, Eigenveröffentlichung)
- 2010: Wide Awake (Single, Eigenveröffentlichung)

### Musikvideos
- 2011: Miles Away
- 2011: Eternal
- 2012: Photographs
- 2013: Consumed Future
- 2013: Your Voice
- 2015: Dreamers Dont Sleep
- 2018: Question Everything
- 2021: Stone Cold Digital (feat. Rose Villain)